# Јотам Халперин
Јотам Халперин (Тел Авив, 24. јануар 1984) је бивши израелски кошаркаш. Играо је на позицији бека.

## Клупска каријера
Израелски бек дебитовао је у Макабију у сезони 2001/02. и за следеће четири године, освојио четири дупле круне и две титуле Евролиге (2003/04, 2004/05). За сезону 2005/06. је прешао у екипу Унион Олимпије, коју је предводио до победе у шампионату, као и Купу Словеније, са просеком од 14,5 поена. Његов боравак у Олимпији је трајао само годину дана, пошто се вратио у Макаби, где је играо до 2008. када је прешао у грчки Олимпијакос. Са њима је провео наредне три сезоне. Потом је провео по једну сезону у екипама Спартак Санкт Петербурга и Бајерн Минхена, да би се 2013. вратио у Израел и потписао за Хапоел Јерусалим.

## Репрезентација
Халперин је дугогдишњи члан репрезентације Израела, и са њима је наступао на Европским првенствима 2003, 2005, 2007, 2009, 2011 и 2013.

## Успеси

### Клупски
- Макаби Тел Авив:
  - Евролига (2): 2003/04, 2004/05.
  - Првенство Израела (5): 2001/02, 2002/03, 2003/04, 2004/05, 2006/07.
  - Куп Израела (4): 2002, 2003, 2004, 2005.
  - Лига куп Израела (1): 2007.

- Унион Олимпија:
  - Првенство Словеније (1): 2005/06.
  - Куп Словеније (1): 2006.

- Олимпијакос:
  - Куп Грчке (2): 2010, 2011.

- Хапоел Јерусалим:
  - Првенство Израела (2): 2014/15, 2016/17.
  - Лига куп Израела (2): 2014, 2016.

### Појединачни
- Идеални тим Евролиге — друга постава (1): 2007/08.
- Идеални тим Еврокупа — друга постава (2): 2011/12, 2013/14.
- Најкориснији играч Лига купа Израела (1): 2014.